# Tapalqué (município)
Tapalqué é um partido (município) da província de Buenos Aires, na Argentina. Possuía, de acordo com estimativa de 2019, 10.022 habitantes.